# Diplosoma watanabei
Diplosoma watanabei is een zakpijpensoort uit de familie van de Didemnidae. De wetenschappelijke naam van de soort is voor het eerst geldig gepubliceerd in 2009 door Hirose E, Oka AT, Hirose M.